# 西河県 (臨汾市)
西河県（せいが-けん、中: 西河縣）は中国にかつて存在した県。現在の中華人民共和国山西省臨汾市堯都区北東部に相当する。
南北朝時代、北魏により永安県として設置された。隋朝が成立すると開皇初年に西河県と改称されている。643年（貞観17年）、唐朝により廃止された。